# Pterolophia subminutissima
Pterolophia subminutissima là một loài bọ cánh cứng trong họ Cerambycidae.